# Patrick Demarchelier
Patrick Demarchelier (Le Havre, 21 agosto 1943 – Saint-Barthélemy, 31 marzo 2022) è stato un fotografo francese, principalmente di Harper's Bazaar.

## Biografia
Visse dal 1975 a New York, dove realizzò le copertine delle più importanti riviste di moda tra cui Harper's Bazaar, Vogue, Rolling Stone, Glamour, Life, Newsweek, Elle, Esquire e Arena Homme. Realizzò il Calendario Pirelli nel 2005 e nel 2008. Creò le campagne pubblicitarie per Ralph Lauren, Calvin Klein, Clairol, Giorgio Armani, TAG Heuer, Chanel, Lacoste, GAP, Gianni Versace, L'Oréal, Céline, Louis Vuitton, John Richmond, Revlon, Yves Saint Laurent, Lancôme, Elizabeth Arden e Gianfranco Ferré. Inoltre fu anche il primo fotografo non originario del Regno Unito a fare scatti di Diana Spencer.

## Curiosità
- Patrick Demarchelier viene ripetutamente citato nel film Il diavolo veste Prada.